# Jan Cremer

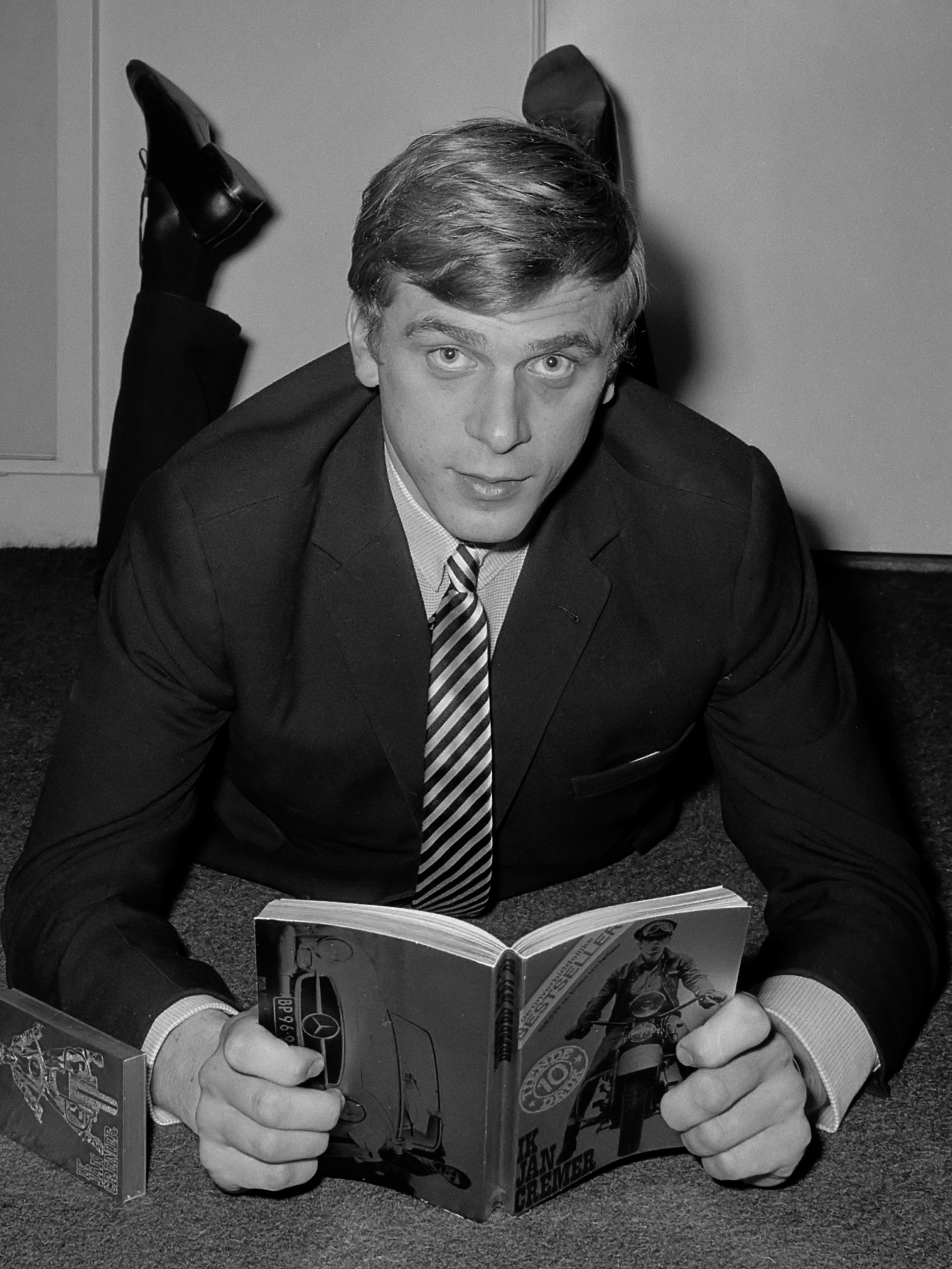
Jan Cremer met zijn boek Ik Jan Cremer (1964)

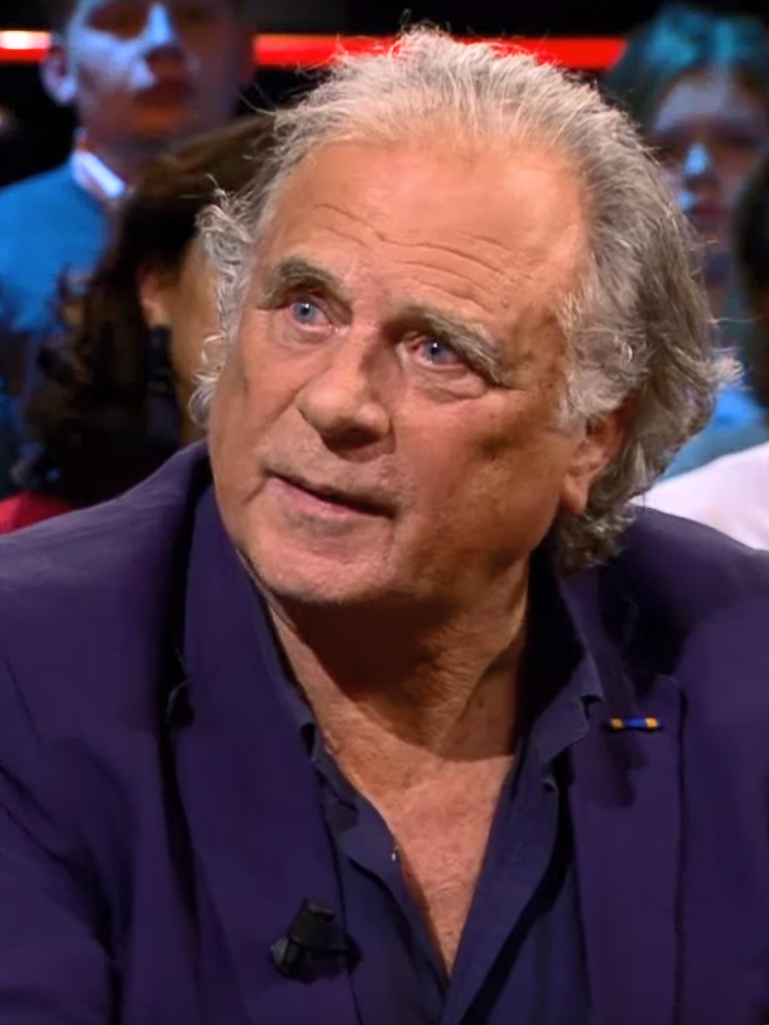
Jan Cremer in 2017

Jan Cremer (Enschede, 20 april 1940 – Amsterdam, 19 juni 2024) was een Nederlandse schrijver en beeldend kunstenaar. Hij is vooral bekend van de roman Ik Jan Cremer uit 1964 en Ik Jan Cremer Tweede Boek uit 1966. Cremer had een scherp gehoor voor vulgair, humoristisch taalgebruik en oog voor de absurde kant van de Amerikaanse glamourwereld, wat hem verwant maakt aan Louis-Ferdinand Céline en Nathanael West, vooral in Ik Jan Cremer Derde Boek en Made in USA. 

## Levensloop
Jan Cremer genoot onderwijs aan de kunstacademies van Arnhem en Den Haag, waar hij gewoond heeft in de Annastraat.
Zijn literatuur en beeldende kunst vertonen opvallende overeenkomsten. Beide richten zich op het zich losmaken van traditionele esthetiek en eeuwenoude culturele bagage, zoals de volgende citaten illustreren:
- "Ik lees niet, ik word gelezen."
- "Rembrandt? Wie is dat? Ik heb geen verstand van wielrenners."

Beide citaten onthullen zijn vermogen tot choqueren of op zijn minst aandacht trekken en zichzelf verkopen als een lefgozer met bewijsbaar talent (vgl. James Dean): cultuur als een last ervaren past in dit plaatje. Met name Ik Jan Cremer, maar ook zijn 'peinture barbarisme', vergelijkbaar met die van Karel Appel, choqueerden. Acties als het hangen van een kaartje van ƒ 1.000.000,- aan een schilderij (hij was toen 20 jaar) en het luid toeterend langs het boekenbal crossen hebben hem tot enfant terrible van de Nederlandse beeldende kunst en literatuur gemaakt.
De literaire relevantie van Cremers werk is vooral belichaamd in Ik Jan Cremer. Centraal daarbij is de bevrijding van de idealen van de jaren 50. Het is een voorbode van de vrije seks en wilde jaren 60. Dit verklaart waarom Cremer ook buiten Nederland gelezen werd. Over het boek werden in de Tweede Kamer vragen gesteld, het werd fascistisch genoemd en voetbalvandalen werden beschuldigd van "Jan Cremerisme".
Cremer zelf werkte hier flink aan mee, omdat hij er de commerciële mogelijkheden van zag. Toen een ijverige politieman in Hengelo begin 1964 exemplaren van Ik Jan Cremer in beslag nam, verschenen in enkele dagbladen steunbetuigingen van bezorgde ouders. Ze bleken alle te zijn geschreven door Jan Cremer.
Cremer wordt door Remco Campert in diens novelle Tjeempie! of Liesje in luiletterland gepersifleerd als het Roofdier, als een van de moderne schrijvers die Liesje gaat opzoeken. Hierin wordt Cremer omschreven als een agressieve rouwdouwer voor wie iedereen in het stof kruipt. Hij weet dat het om "munnie in de pokkut en een bebie in bed" gaat en heeft in plaats van een auto dan ook een gouden helikopter. 
In 1999 verscheen de verhalenbundel De Venus van Montparnasse, een verzameling van een twaalftal literaire reportages uit het journalistieke repertoire van Cremer.
Op 30 november 2000 werd hij benoemd tot Ridder in de Orde van de Nederlandse Leeuw.
In zijn boek De Hunnen -Oorlog (1983) levert Cremer felle kritiek op de regering in ballingschap in Londen, tijdens de Duitse bezetting van Nederland in de Tweede Wereldoorlog, die opriep tot de Spoorwegstaking van 1944. Deze staking heeft volgens hem de Nederlandse Hongerwinter veroorzaakt, doordat voedsel vanuit de noordoostelijke delen van het land (o.a. aardappelen uit Groningen) niet naar de grote steden in het hongerende westen van het land vervoerd konden worden.
In 2011 was Cremer de curator van de beeldententoonstelling ArtZuid in Amsterdam.
Van 10 tot 27 juni 2013 liet Cremer ruim duizend kunstwerken, foto's, brieven en andere persoonlijke documenten en objecten uit zijn bezit veilen.
In 2020 werd de Frans Banninck Cocqpenning aan hem toegekend en wordt verleend aan Amsterdammers die zich ten minste tien jaar bijzonder verdienstelijk hebben gemaakt op cultureel, maatschappelijk of economisch gebied met minstens landelijke uitstraling. Loco-burgemeester Rutger Groot Wassink noemde Cremer bij die gelegenheid een "voorganger en pleitbezorger van het vrije Amsterdam, zoals we dat nu kennen en waar iedereen welkom is".

## Privéleven
Jan Cremer was een zoon van Jan Cremer (1877–1942) en de Hongaarse Rózsa Csordás Szomorkay-Wendl (1917–2001). Als peuter werd hij halfwees, zijn moeder sprak nauwelijks Nederlands. Van Jan Cremer Sr. waren reisverhalen in 1937 en 1938 verschenen (in onder meer de Nieuwe Hengelosche Courant); daaruit werd door zijn zoon in 1978 het boek Op de fiets de wereld in samengesteld en gepubliceerd.
Cremer zou met tientallen vrouwen een verhouding hebben gehad. Tot die vrouwen behoorden actrice Jayne Mansfield (†1967), model Loesje Hamel (†1974), zangeres Nico (†1988) en ballerina Panchita de Peri. Met de laatste had hij een dochter.
In 1967 trouwde hij met Hester le Clercq, met als getuigen de schilder Karel Appel en de schrijver Bert Schierbeek. Uit de relatie met haar had hij een dochter (1962) en twee zonen, Cassidy Clinton Cremer (1963–1994) en Clifford Cremer (1965), die opgroeiden bij de moeder van Jan Cremer, omdat hun ouders niet voor hen konden zorgen. Clinton Cremer werd in 1994 doodgeschoten door een rechtenstudent, mogelijk vanwege een ruzie over een propedeuseverklaring die Clinton op verzoek van de student vervalst had. Clifford Cremer schreef twee boeken, waarvan één samen met zijn broer.
Vanaf 1977 tot zijn overlijden was hij samen met Babette Sijmons, de dochter van architect Karel Sijmons. Sinds zijn relatie met haar zou hij monogaam zijn geweest. Cremer en Sijmons kregen samen een zoon, de beeldend kunstenaar Ivan Cremer (1984). In een interview in de Volkskrant in 1998 stelde Jan Cremer dat hij waarschijnlijk zeven of acht kinderen heeft verwekt.
Cremer woonde zijn laatste jaren afwisselend in het Italiaanse Toscane en Amsterdam met zijn vrouw Sijmons. Hij overleed in 2024 op 84-jarige leeftijd. Hij werd begraven op Zorgvlied.

## Publicaties
- Ik Jan Cremer (1964) [vertaald in het Deens, Duits, Engels, Japans en Spaans]
- Ik Jan Cremer Tweede Boek (1966) [vertaald in het Duits en Engels]
- Made in USA (1969) [vertaald in het Duits]
- De billen van Jan Cremer, in: Human Interest-aflevering, in de Haagse Post 24-VIII,1974)
- De billen van Jan Cremer, Theun de Winter, (1975)
- Sneeuw (1976)
- Logboek (1978)
- De Hunnen/Oorlog (1983)
- De Hunnen/Bevrijding (1983)
- De Hunnen/Vrede (1983)
- De liefdes van Jan Cremer (1988)
- Wolf (1993)
- De Venus van Montparnasse (1999)
- I paint I write I paint (2000)
- De wilde horizon (2003)
- Verloren gedichten (2004)
- Brieven 1956-1996 (2005)
- De Cremer Tapes (2006)
- Ik Jan Cremer Derde Boek (2008)
- Fernweh (2016)
- Sirenen (2017)
- Jayne (2018)
- Canaille (2019)
- Barbaar op Ibiza (2020)
- Storm (2020)
- Icoon (2023, met Onno Blom)

## Werk in openbare collecties (selectie)
- Frans Hals Museum, Haarlem
- Kunstmuseum Den Haag
- Museum Arnhem
- Rijksmuseum Amsterdam[20]
- Rijksmuseum Twenthe, Enschede
- Stedelijk Museum Amsterdam
- Museum de Fundatie, Zwolle
- Museum Boijmans Van Beuningen, Rotterdam